# تجربة الشق المزدوج

تجربة الشقين لمرور أشعة ضوئية ذات طول موجة واحد خلال الشقين؛ تنتج عدة خطوط ضوئية على اللوح المستقبل وليس مجرد خطين ضوئيين. ذلك بسبب تداخل الأشعة الخارجة من الثقبين. بتكرار تلك التجربة مع إلكترونات - وهي جسيمات - تظهر أيضا عدة تجمعات في خطوط مماثلة لحالة الضوء. يستنتج من ذلك أن الجسيمات مثل الإلكترونات والبروتونات وغيرها لها خواص موجية بجانب خاصتها الجسيمية.

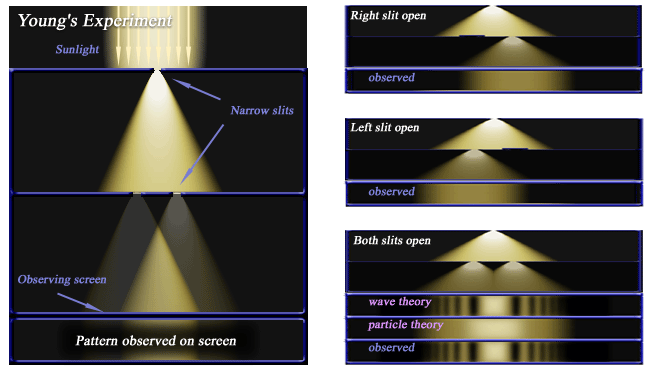
تجربة شقي يونغ

تجربة شقي يونغ أو تجربة الشق المزدوج هي إحدى أهم التجارب الفيزيائية التي أسهمت في البحث في طبيعة الضوء وإثبات طبيعته الموجية، ثم استخدمت في إثبات وجود خاصية موجية لجميع الجسيمات مثل الإلكترونات وغيرها.
تعتمد تجربة شقي يونغ على انعراج الضوء عند شقين رفيعين في حاجز مانع للضوء، حيث يقوم الانعراج بتحويل كلا الشقين إلى منبعين ضوئيين متشابهين مترافقين، وينتج عنها عند استقبال الضوء على حاجز أمامهما أنماط تداخل تتميز بأعمدة ضوئية شديدة الإنارة وأعمدة عاتمة، وهذا ما يشابه ظاهرتي التداخل البناء والتداخل الهدام في الأمواج. تم الحصول أيضا على نتائج مشابهة عند استبدال الحزم الضوئية (حزم الفوتونات) بحزم إلكترونات مما كان أحد اثباتات مثنوية الموجة-جسيم.

## تجربة شقي يونغ الضوئية
تنتمي التجربة إلى فئة عامة من تجارب "المسار المزدوج" ، حيث يتم تقسيم الموجة إلى موجتين منفصلتين (تتكون الموجة عادةً من العديد من الفوتونات ويُشار إليها بشكل أفضل باسم جبهة الموجة ، ولا يجب الخلط بينها وبين خصائص الموجة للفوتون الفردي) . تتداخل جبهتي الموجتين بعد مرورهما من الشقين و تؤدي التغييرات في أطوال المسار لكلتا الموجتين إلى تحول في الطور ، مما يؤدي إلى إنشاء نمط تداخل يظهر في شكل خطوط رأسية على اللوح أو الشاشة المستقبلة.
جزء من سلسلة مقالات حول النسخة الأساسية من هذه التجربة ، يضيء مصدر ضوء متماسك ، مثل شعاع الليزر ، مسلط على صفيحة مثقوبة بشقين متوازيين ، ويتم ملاحظة الضوء الذي يمر عبر الشقين على شاشة خلف اللوحة. تتسبب الطبيعة الموجية للضوء في تداخل موجات الضوء التي تمر عبر الشقين ، مما ينتج عنه نطاقات عمودية ساطعة وأخرى مظلمة على الشاشة - وهي نتيجة لا يمكن توقعها إذا كان الضوء يتكون من جسيمات كلاسيكية. ومع ذلك ، يتم دائمًا سقوط الضوء عند الشاشة عند نقاط منفصلة ، كجسيمات فردية (وليس موجات) ؛ يظهر نمط التداخل من خلال الكثافة المتغيرة لسقوط هذه الجسيمات على الشاشة.

## تجربة الشقين مع الإلكترونات
أجريت تلك التجارب ذات الشقين أيضا على جسيمات الإلكترونات واتضح أنـّها تـٌظهر شكل تداخل الموجات كما هو الحال بالنسية للتجارب على الضوء . توضح هذه النتائج مبدأ ازدواجية الموجة والجسيم للإلكترون (وفيما بعد للجميع الجسيمات الأولية ). إذ أن في تداخل الموجات يحدث ما يسمى داخلا بناءا constructive interference بين موجتين ويظهر على الشاشة بشكل مناطق مضيئة وأخرى تكون مظلمة معدومة الضوء. حيث يكون فيها التداخل بما يسمى التداخل هدام حيث تكون فيها الأمواج متعاكسة في الطور.
وهذا التداخل الهدام destructive interference يظهر على الشاشة بشكل شرائط مظلمة تتناوب مع الشرائط المضيئة لتشكل كلها ما يسمى بشرائط أو خطوط التداخل.

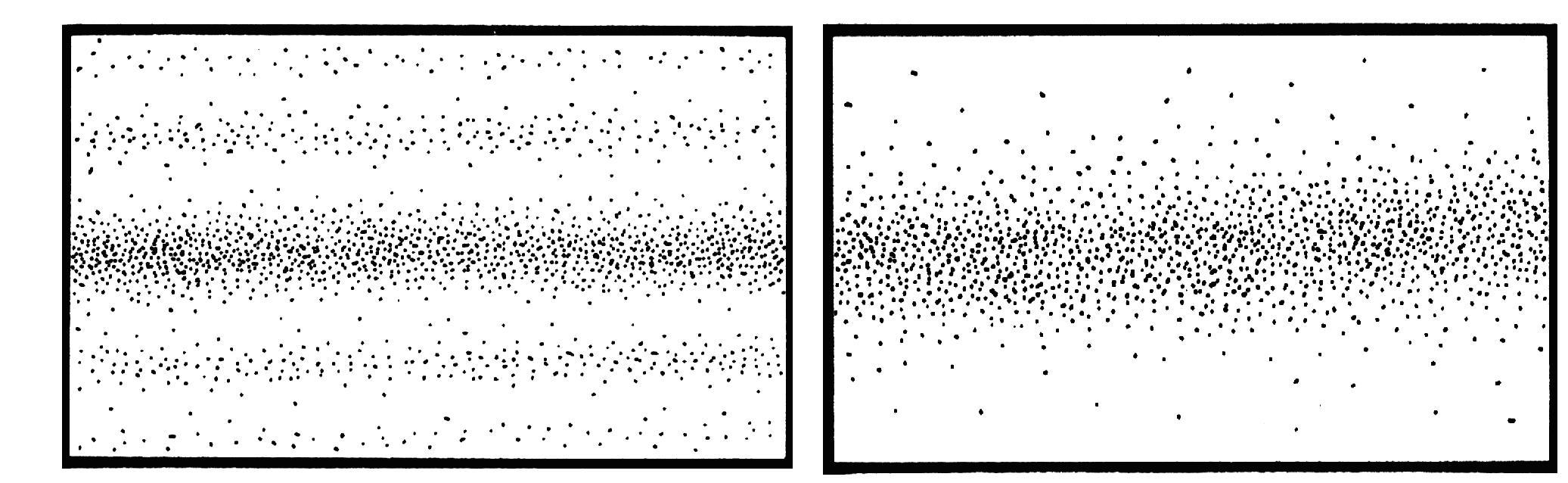
توزع الفوتونات على الشاشة أمام الشقين: الصورة اليمنى تمثل حالة فتح أحد الشقين والصورة اليسرى تمثل فتح الشقين معا.

نمط التداخل لتجربة الشق المزدوج مع عدد متزايد من الإلكترونات التي تصل إلى الشاشة: 200= b: N ؛ 6000 = c: N ؛ 40،000= d: N ؛ 140000= e: N إلكترون

كانت مفاجأة كبيرة للعلماء أن يبدي جسيم الإلكترون خصائص الموجات. في نفس الوقت عجزت الميكانيكا الكلاسيكية عن تفسير بنية الذرة في مطلع القرن العشرين . كانت الميكانيكا الكلاسيكية تتعامل مع الإلكترون على أنه جسيم وفشلت في تفسير ذرة الهيدروجين وما تعطيه من خطوط طيف عند تسخينه. ومنها بدأت ميكانيكا الكم في التفسير باعتبار أن الجسيمات لها خواص موجية ، وكان ابتكار الدوال الموجية وتطبيقها على الجسيمات الأولية ناجحا ؛ وتوصل العلماء إلى ميكانيكا الكم .
في بعض الكتب والمحاضرات ، مثل محاضرات Feynman في الفيزياء ، تبرز التجارب الفكرية مع الشق المزدوج بشكل بارز كمقدمة لفيزياء الكم. وفقًا لفينمان ، تحتوي تجربة الشق المزدوج على "قلب ميكانيكا الكم"  ؛ "إنه يحتوي على السر الوحيد". في هذه الكتب المتخصصة يتم استخدام الشق المزدوج لشرح بوضوح كيف في الفيزياء الدقيقة يجب استخدام كل من طرق نظرية الموجة ونظرية الجسيمات لوصف حركة الإلكترونات والذرات الفردية وإشاراتها الشبيهة بالخطوط المتعددة على الشاشة في كل مرة ، وذلك لا يمكن لأي من النظريتين وحدهما تفسير المشاهدات . ومع ذلك ، فإن التنفيذ الملموس للتجارب على حيود موجات المادة عند الشق المزدوج معقد وصعب ، لأن الطول الموجي للجسيمات الدقيقة له حجم دون ذري. في تجربة الشق المزدوج مع موجات الإلكترون التي أجراها C.Jönsson ، كان الطول الموجي 5 بيكومتر (البيكومتر هو جزء من ترليون من المتر)، وهو حوالي 100 مرة أصغر من الحجم النموذجي للذرة.

## اثبات التجربة مع جسيمات أخرى
أجرى كلاوس جونسون تجربة الشق المزدوج مع الإلكترونات  في عام 1961. مع الذرات الكاملة ، نجح Jürgen Mlynek و Olivier Carnal في عام 1990  في استخدام جزيئات كبيرة مثل جزيء يحوي 60 ذرة كربون فوليرين أو (كرات بوكي) ، وفي 2003 نيرز وآخرون.